# V neděli v deset
V neděli v deset (též V neděli večer, ve španělském originále La Misma Luna, v anglickém originále Under the Same Moon) je americko-mexický film z roku 2007.

## Děj
Rosario Reyesová (mexická matka) nelegálně pracuje v Los Angeles, zatímco její devítiletý syn Carlitos Reyeso žije u babičky. Když babička zemře, vydá se Carlitos na cestu za matkou. Spolu s ním je jeho rozvedený otec Enrique.

## Obsazení
| Adrián Alonso         | Carlos „Carlitos“ Reyes |
| Kate del Castillo     | Rosario Reyes           |
| Eugenio Derbez        | Enrique                 |
| America Ferrera       | Martha                  |
| Jesse Garcia          | David                   |
| Maya Zapata           | Alicia                  |
| Gabriel Porras        | Paco                    |
| Sonya Smith           | Paní Snyder             |
| Gustavo Sánchez Parra | Manuel                  |
| Catalina López        | Josefina                |
| Carmen Salinas        | Doña Carmen             |
| María Rojo            | Reyna                   |
| Ernesto D'Alessio     | Óscar Aguilar Pons      |
| Ignacio Guadalupe     | Leonardo Sánchez Nava   |
| Los Tigres del Norte  | sami                    |